# Суворово
Вижте пояснителната страница за други значения на Суворово.
Суворово е град в Североизточна България. Той се намира в област Варна и е в близост до градовете Девня, Провадия и Вълчи дол. Градът е административен център на община Суворово, която освен него включва и 8 села.
По данни на ГРАО към 15 юни 2023 г. в града живеят 5049 души по настоящ адрес и 5213 души по постоянен адрес.

## География
Град Суворово отстои на 34 km северозападно от град Варна, на 56 km югозападно от град Добрич и на 59 km източно от град Шумен.
Община Суворово е разположена в северната част на Варненска област. Територията ѝ се характеризира с умерено континентален климат. Релефът е равнинен, като общината заема югозападната част на Добруджанското плато. Урбанистичната структура се характеризира с малко на брой населени места и водеща роля на общинския център. Жителите на общината са 7686. Разпределени са в 9 населени места: град Суворово и селата Чернево, Баново, Просечен, Николаевка, Левски, Изгрев, Дръндар и Калиманци.
Общата площ на общината е 216 km², като обработваемата площ е 61%, гори 15%, водни площи (язовири) 0,3% и 4,3% заета от пътища. Надморската височина е до 200 – 300 m. Ветровете са с преобладаваща северна, североизточна и северозападна посока. Това практически не допуска вредни емисии от химическите заводи в Девненската низина. Районът на град Суворово е едно от населените места в България с най-много слънчеви дни в годината.
Почвите в Суворово са карбонатни, средно мощни черноземи, с хумусен хоризонт до 60 – 70 cm. Имат тежък механичен състав, неразпрашена структура, със съдържание на хумус от 4,03 до 5,06%.

## История
В хода на Руско-турската война от 1768 – 1774 при Козлужда (Везир-Козлуджа) се състои важно сражение между руската армия под командването на Александър Суворов и Михаил Каменски, и турската армия под ръководството на Хаджи Абдур Резак. В сражението Суворов овладява височина в тила на турския лагер, а после с поддръжката на пехотата на корпуса на Каменски разгромява войската на Абдул-Резак. Руснаците губят 209 души, а турците 1200. Тази битка е решаваща за кампанията от 1774 г. и води до сключването на Договора от Кючук Кайнарджа, който освен териториални придобивки за Русия, ѝ дава правото да покровителства православните християни на Балканите.
При Освобождението името на селото е Козлуджа, като според историка от началото на ХХ век Васил Миков това е турцизирана форма на по-старото Козица. През 1891 г. селото е включено в избирателна община на Варненския общински съвет.
Запазени са сведения от 1913 г. относно действията на румънската войска, завзела селото по време на Междусъюзническата война. Името на селището се споменява в редовния печат и през 1915 г. във връзка с работата на местната църква. През 1930 г. в селото се провеждат събрания срещу политиката на Демократическия сговор.
През 1934 г. селището е преименувано на Новградец (Заповед 2820 на Министерство на вътрешните работи и народното здраве от 09.08.1934 г., обн. в ДВ, бр. 109 от 14.08.1934 г.) След кооперирането през 1948 г. в селото е основано поделение на Районния кооперативен съюз във Варна.
Сегашното име Суворово (Указ 288 на Президиума на Народното събрание от 17.06.1950 г., обн. в ДВ, бр. 144 от 20.06.1950 г.) е в чест на руския пълководец Александър Суворов. От 7 септември 1984 г. Суворово е със статут на град.

## Население
Численост на населението според преброяванията през годините:
| \| Година на преброяване \| Численост \| \| --------------------- \| --------- \| \| 1934 \| 3665 \| \| 1946 \| 3965 \| \| 1956 \| 3848 \| \| 1965 \| 4260 \| \| 1975 \| 4797 \| \| 1985 \| 4778 \| \| 1992 \| 4799 \| \| 2001 \| 4774 \| \| 2011 \| 4571 \| \| 2021 \| 3971 \| |           |
| Година на преброяване | Численост |
| 1934 | 3665      |
| 1946 | 3965      |
| 1956 | 3848      |
| 1965 | 4260      |
| 1975 | 4797      |
| 1985 | 4778      |
| 1992 | 4799      |
| 2001 | 4774      |
| 2011 | 4571      |
| 2021 | 3971      |

### Етнически състав

#### Преброяване на населението през 2011 г.
Численост и дял на етническите групи според преброяването на населението през 2011 г.:
|                     | Численост | Дял (в %) |
| Общо                | 4571      | 100.00    |
| Българи             | 2084      | 45.59     |
| Турци               | 959       | 20.98     |
| Цигани              | 195       | 4.26      |
| Други               | 44        | 0.96      |
| Не се самоопределят | 285       | 6.23      |
| Неотговорили        | 1004      | 21.96     |

## Религии
В центъра на града са разположени църквата „Свето Възнесение Господне“ богато изографисана, с оригинални дърворезби, икони и иконостас, а иконописите, изографисани на купола, и камбаните са съвременници на нейното строителство.
В града има и евангелска петдесятна църква (ЕПЦ Суворово), намираща се на ул. „Петко Напетов“ 3.

## Икономика
Липсата на промишлени предприятия обуславя основно аграрен характер на местната икономика (производство на плодове и зеленчуци).
Благоприятният релеф и близостта до голям икономически, административен и образователен център – град Варна, са в основата на сравнително добре развитата транспортна система на община Суворово – асфалтови пътища до всички населени места, железопътна линия за връзка с Варна и Добрич. Водопроводната мрежа, електроснабдяването, АТЦ и покритието на мобилните оператори правят условията за живот в общината комфортни.

## Обществени институции
Просветни и културни дейности общината развива чрез:
- 4 библиотеки – 2 в Суворово и по 1 в селата Чернево и Николаевка, както и
- 7 читалища – „Пробуда“ в Суворово и още 6 в селата Чернево, Николаевка, Левски, Дръндар, Калиманци и Изгрев.

Читалище „Пробуда“ е основано през есента на 1896 г. от група местни интелектуалци, които събират малка библиотека. През 1950-те години смесеният хор на читалището получава званието „Национален първенец“. Групата за автентичен фолклор завоюва ред отличия.
Образователните заведения в общината са представени от професионална гимназия, СОУ „Никола Йонков Вапцаров“ и 2 начални училища, СПТУ „Здравко Бомбов“, детски градини.
Старото училище именувано на Здравко Бомбов, сега е ремонтирано и работи като културно-информационен център. На разположение на всички е спортна площадка с тенис корт, волейболно игрище, баскетболно игрище и футболно игрище. Социалната инфраструктура от училища, детски градини, читалища, клубове, здравни заведения, кабинети, административно обслужване и др. създава условия за пълноценен живот на хората.

## Забележителности
В града се намират:
- Паметник на Загиналите във войната за обединението на България и
- Паметник на загиналите войници под командването на ген. Суворов;
- Паметник на Здравко Бомбов.

### Театри
През 1905 г. в читалище „Пробуда“ е учредена театрална трупа. Съществува самодеен състав, който репетира за представяне на фестивали с детски, ученически и състави за възрастни.

### Музеи
Историческият музей в града е разположен в централната му част, в непосредствена близост на сградата на общината.
В района има археологически разкопки.

## Редовни събития
Всяка година на 1 май в Суворово се чества празникът на града, като се правят тридневни фестивали – надпяване и надиграване с участници от цялата страна, които се празнуват в местността Орман бунар. 
Краят на жътвата също се празнува в местността Орман бунар.
Местността Орман бунар е място за почивка и отдих с детски площадки, изградени барбекюта, навес с места за сядане и маси при лошо време. Има изградени две хижи с хотелски места. Местността е в близост до дъбова гора.

## Известни личности
Родени в Суворово
- Ради Василев (1883 – 1937) – политик, министър
- Драган Стоянов Драганов (1856 – 1931) – участник в Старозагорското въстание и опълченец от Руско-турската война (1877-1878)
- Райко Николов (1925 – 2021) – офицер от Държавна сигурност и дипломат
- Димо Тодоров (1926 – 2005) – политик, депутат от БКП и БСП